# London-Klasse (1778)
Die London-Klasse war eine Klasse von vier 98-Kanonen-Linienschiffen 2. Ranges der britischen Marine, die von Sir Thomas Slade entworfen wurden und von 1778 bis 1839 in Dienst standen.

## Einheiten
| Name           | Bauwerft          | Bestellung         | Kiellegung       | Stapellauf     | Indienststellung  | Verbleib                                                      |
| -------------- | ----------------- | ------------------ | ---------------- | -------------- | ----------------- | ------------------------------------------------------------- |
| London         | Chatham Dockyard  | 28. September 1759 | 4. November 1759 | 24. Mai 1766   | 12. November 1778 | abgebrochen 1811                                              |
| Prince         | Woolwich Dockyard | 9. Dezember 1779   | 1. Januar 1782   | 4. Juli 1788   | Juli 1790         | abgebrochen 1837                                              |
| Impregnable    | Deptford Dockyard | 13. September 1780 | Oktober 1781     | 15. April 1786 | August 1787       | gesunken 1799                                                 |
| Windsor Castle | Deptford Dockyard | 19. August 1782    | 19. August 1784  | 31. Mai 1790   | Juli 1790         | Ab 1813 Umbau zum 74-Kanonen-Schiff (Razee), abgebrochen 1839 |

## Technische Beschreibung
Die Klasse war als Batterieschiff mit drei durchgehenden Geschützdecks konzipiert und hatte eine Länge von 53,95 Metern (Geschützdeck), eine Breite von 14,95 Metern und einen Tiefgang von 6,4 Metern. Sie waren Rahsegler mit drei Masten (Fockmast, Großmast und Kreuzmast). Der Rumpf schloss im Heckbereich mit einem Heckspiegel, in den Galerien integriert waren, die in die seitlich angebrachten Seitengalerien mündeten.
Die Bewaffnung der Klasse bestand aus 98 Kanonen.
|                       | Unteres Batteriedeck | Mittleres Batteriedeck | Oberes Batteriedeck | Backdeck       | Achterdeck     | Kanonen (Geschossgewicht) |
| --------------------- | -------------------- | ---------------------- | ------------------- | -------------- | -------------- | ------------------------- |
| Design                | 28 × 32-Pfünder      | 30 × 18-Pfünder        | 30 × 12-Pfünder     | 2 × 9-Pfünder  | –              | 90 Kanonen                |
| 1778 (London)         | 28 × 32-Pfünder      | 30 × 18-Pfünder        | 30 × 12-Pfünder     | 2 × 9-Pfünder  | 8 × 6-Pfünder  | 98 Kanonen (422,21 kg)    |
| 1790 (Windsor Castle) | 28 × 24-Pfünder      | 30 × 18-Pfünder        | 30 × 12-Pfünder     | 2 × 12-Pfünder | 8 × 12-Pfünder | 98 Kanonen (434,5 kg)     |

## Besatzung
Die Besatzung hatte eine Stärke von 750 Mann.